# 22ns Premis del Cinema Europeu
Els 22ns Premis del Cinema Europeu, presentats per l'Acadèmia del Cinema Europeu, en col·laboració amb el länder de Renània del Nord-Westfàlia, la Fundació de Cinema NRW, el Film Board i la comissió de la Capitalitat Europea de la Cultura, van reconèixer l'excel·lència del cinema europeu. La cerimònia va tenir lloc el 12 de desembre de 2009 al Jahrhunderthalle de Bochum. El mestre de cerimònies de la cerimònia va ser l'actriu i còmic alemanya Anke Engelke, amb la participació, a més de la comissària Reding i el president de l'Acadèmia Wim Wenders, presentant premis els actors europeus Victoria Abril, María Valverde, Detlev Buck, Jesper Christensen, Ben Kingsley, Caterina Murino, Maciej Stuhr, Anatole Taubman i Johanna ter Steege, entre d'altres.

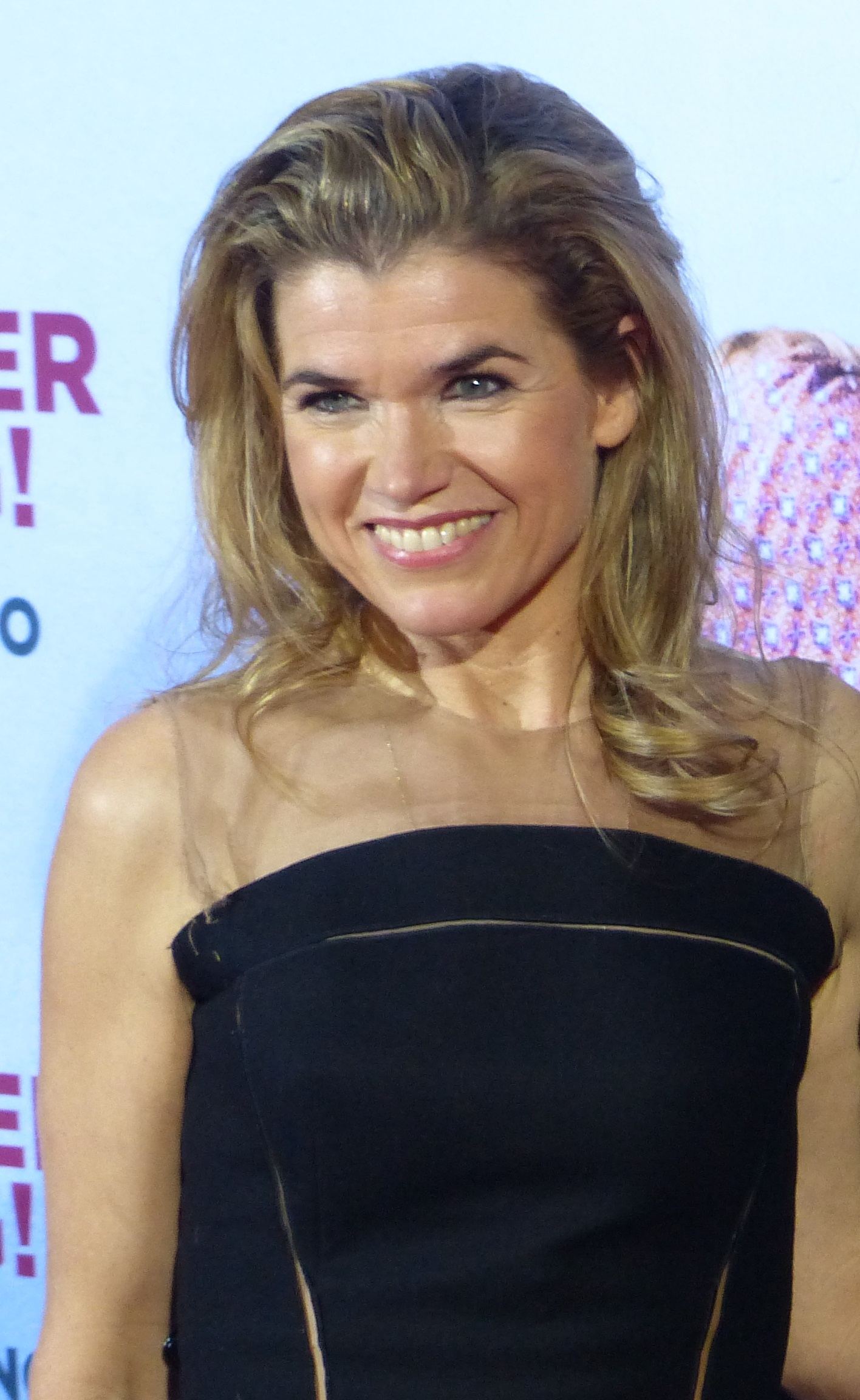
Anke Engelke, presentadora de la gala

Enguany es va trencar la regla no escrita que la gala fos realitzada alternativament a Berlín, on es troba la seu de l'Acadèmia de Cinema Europeu i una altra ciutat europea. Aquest novetat es va produir pel fet que la Regió metropolitana del Ruhr i la seva capital Essen van ser la Capital Europea de la Cultura de 2010. També per primera vegada es va atorgar el premio a la millor pel·lícula europea d'animació segons el que va dictar l'Acadèmia el 23 de setembre de 2009. Rs va atorgar novament el Prix Eurimages, i el disseny visual deixava de ser premiat amb un "premi d'excel·lència". També hi va haver un petit canvi en la selecció i l'adjudicació de curtmetratges, ja que l'any 2008 va expirar l'acord entre l'Acadèmia del Cinema Europeu (EFA) i la United International Pictures (UIP), segons el qual es lliurarà a cadascun dels festivals que participen en la selecció al curtmetratge europeu i aquests treballs s'incorporen automàticament a la llista de candidats al Premi del Cinema Europeu, però a canvi, a més de la designació del Premi del Cinema Europeu, la UIP també indica la designació del premi. A partir del 2009, l'EFA va fer la selecció en aquests festivals.
El 9 de setembre de 2009, l'Acadèmia del Cinema Europeu va publicar la llista de 48 llargmetratges considerats per al premi, vint dels quals eren proposats pels països amb més acadèmia, i vint-i-sis pel Consell d'Administració de l'EFA, amb la participació d'experts convidats. La llista de pel·lícules d'uns 27 països mostrava clarament la diversitat de la cinematografia europea. La llista de nominats al premi es va donar a conèixer el 8 de novembre, al Festival de Cinema Europeu de Sevilla.
La pel·lícula amb més nominacions va ser la francesa Un profeta de Jacques Audiard, amb sis nominacions, la britànica Slumdog Millionaire de Danny Boyle, amb cinc nominacions, l'alemanya Das weiße Band de Michael Haneke, que va rebre quatre nominacions. Amb tres nominacions van quedar la coproducció El lector de Stephen Daldry, l'espanyola Los abrazos rotos de Pedro Almodóvar i la britànica Fish Tank d'Andrea Arnold.
La triomfadora de la nit va ser l'alemanya Das weiße Band, que va guanyar tres dels quatres premis als que optava (millor pel·lícula, director i guió). Per contra, Un profeta només en va guanyar dos (millor actor i premi de l'excel·lència), mentre que El lector, Los abrazos rotos i Slumdog Millionaire només en van guanyar un cadascuna (millor actriu, millor compositor i millor fotografia respectivament).Isabelle Huppert va rebre el premi al mèrit europeu. Ken Loach, qui participava al festival amb Buscant l'Eric va rebre el premi a la trajectòria.

## Pel·lícules seleccionades
1. 33 sceny z życia - director: Małgośka Szumowska
2. Alle Anderen dirigit per Maren Ade
3. Antichrist - director: Lars von Trier
4. Apaföld - director: Viktor Oszkár Nagy
5. Brothers - dirigida per Igaal Niddam
6. Bumajni Soldat (Бумажный Солдат) - director: Aleksei Alekseievitx German
7. Camino - dirigit per Javier Fesser
8. Coco, de la rebel·lia a la llegenda de Chanel dirigida per Anne Fontaine
9. Das weiße Band - director: Michael Haneke
10. RAF: Facció de l'Exèrcit Roig - director: Uli Edel
11. Der Knochenmann - director: Wolfgang Murnberger
12. Fish Tank dirigit per Andrea Arnold
13. Frygtelig lykkeb - director: Henrik Ruben Genz
14. Hakol Mat'hil Bayam - Director: Eitan Green
15. Iztotxni piesi (Източни пиеси) - director: Kamen Kalev
16. Jerichow - director: Christian Petzold
17. Kalat Hayam dirigit per Keren Yedaya
18. Käsky - director: Aku Louhimies
19. Kisses - director: Lance Daly
20. Kynodontas (Κυνόδοντας) - director: Iorgos Lànthimos
21. Deixa'm entrar - director: Tomas Alfredson
22. Lille soldat - director: Annette K. Olesen
23. Loft - director: Erik Van Looy
24. Buscant l'Eric dirigit per Ken Loach
25. Los abrazos rotos - director: Pedro Almodóvar
26. Els homes que no estimaven les dones - director: Niels Arden Oplev
27. Maria Larssons eviga ögonblick - director: Jan Troell
28. Max Manus - dirigida per Espen Sandberg i Joachim Rønning
29. Ničiji sin - director: Arsen Anton Ostojić
30. Nord - director: Rune Denstad Langlo
31. Oorlogswinter - director: Martin Koolhoven
32. Pandora'nın Kutusu - director: Yeşim Ustaoğlu
33. Polițist, Adjectiv - director: Corneliu Porumboiu
34. Pranzo di ferragosto - director: Gianni Di Gregorio
35. Questione di cuore - director: Francesca Archibugi
36. Retorno a Hansala - dirigida per Chus Gutiérrez
37. Séraphine - director: Martin Provost
38. Slumdog Millionaire - director: Danny Boyle
39. Strella (Στρέλλα) - dirigida per Panos H. Koutras
40. Tatarak - director: Andrzej Wajda
41. El lector) dirigit per Stephen Daldry
42. The Time that Remains - dirigida per Elia Suleiman
43. Tobruk - director: Václav Marhoul
44. Turneja - director: Goran Marković
45. Un profeta - director: Jacques Audiard
46. Uzak Ihtimal - director: Mahmut Fazıl Coşkun
47. Vèncer - dirigit per Marco Bellocchio
48. Welcome - director: Philippe Lioret

## Guanyadors i nominats
Els guanyadors estan en fons groc i en negreta.

### Millor pel·lícula europea
| Títol               | Director(s)     | Productor(s)                                                                 | País                    |
| ------------------- | --------------- | ---------------------------------------------------------------------------- | ----------------------- |
| Das weiße Band      | Michael Haneke  | Stefan Arndt Veit Heiduschka Michael Katz Margaret Ménégoz Andrea Occhipinti | Àustria                 |
| Fish Tank           | Andrea Arnold   | Nick Laws Kees Kasander                                                      | Regne Unit              |
| Deixa'm entrar      | Tomas Alfredson | Carl Molinder John Nordling                                                  | Suècia                  |
| Un profeta          | Jacques Audiard | Pascal Caucheteux Lauranne Bourrachot Martine Cassinelli Marco Cherqui       | França                  |
| El lector           | Stephen Daldry  | Anthony Minghella Sydney Pollack Donna Gigliotti Redmond Morris              | Alemanya / Estats Units |
| Slumdog Millionaire | Danny Boyle     | Christian Colson                                                             | Regne Unit              |

### Premi Fassbinder
| Títol         | Director(s)               | Productor(s)                                        | País                 |
| ------------- | ------------------------- | --------------------------------------------------- | -------------------- |
| Katalin Varga | Peter Strickland          | Tudor Giurgiu                                       | Romania / Regne Unit |
| Ajami         | Scandar Copti Yaron Shani | Moshe Danon Thanassis Karathanos Talia Kleinhendler | Alemanya / Israel    |
| Gagma napiri  | George Ovashvili          | -                                                   | Geòrgia / Kazakhstan |
| Sois sage     | Juliette Garcias          | -                                                   | França / Dinamarca   |
| Sonbahar      | Özcan Alper               | F. Serkan Acar Kadir Sözen                          | Turquia / Alemanya   |

### Millor director europeu
| Receptor(s)     | Títol               |
| --------------- | ------------------- |
| Michael Haneke  | Das weiße Band      |
| Pedro Almodóvar | Los abrazos rotos   |
| Andrea Arnold   | Fish Tank           |
| Jacques Audiard | Un profeta          |
| Danny Boyle     | Slumdog Millionaire |
| Lars von Trier  | Antichrist          |

### Millor actriu europea
| Receptor(s)          | Títol                                |
| -------------------- | ------------------------------------ |
| Kate Winslet         | El lector                            |
| Penélope Cruz        | Los abrazos rotos                    |
| Charlotte Gainsbourg | Antichrist                           |
| Katie Jarvis         | Fish Tank                            |
| Yolande Moreau       | Séraphine                            |
| Noomi Rapace         | Els homes que no estimaven les dones |

### Millor actor europeu
| Receptor(s)      | Títol                         |
| ---------------- | ----------------------------- |
| Tahar Rahim      | Un profeta                    |
| Moritz Bleibtreu | RAF: Facció de l'Exèrcit Roig |
| Steve Evets      | Buscant l'Eric                |
| David Kross      | El lector                     |
| Dev Patel        | Slumdog Millionaire           |
| Filippo Timi     | Vèncer                        |

### Millor guió europeu
| Receptor(s)                                                                | Títol                |
| -------------------------------------------------------------------------- | -------------------- |
| Michael Haneke                                                             | Das weiße Band       |
| Jacques Audiard · Thomas Bidegain · Abdel Raouf Dafri · Nicolas Peufaillit | Un profeta           |
| Simon Beaufoy                                                              | Slumdog Millionaire  |
| Gianni Di Gregorio                                                         | Pranzo di ferragosto |

### Millor fotografia
| Receptor(s)                                      | Títol                          |
| ------------------------------------------------ | ------------------------------ |
| Anthony Dod Mantle                               | Slumdog Millionaire Antichrist |
| Christian Berger                                 | Das weiße Band                 |
| Maksim Drozdov · Alisher Sultonovich Xamidxojaev | Bumajni soldat                 |
| Stéphane Fontaine                                | Un profeta                     |

### Millor compositor
| Receptor(s)       | Títol                                         |
| ----------------- | --------------------------------------------- |
| Alberto Iglesias  | Los abrazos rotos                             |
| Alexandre Desplat | Coco, de la rebel·lia a la llegenda de Chanel |
| Jacob Groth       | Els homes que no estimaven les dones          |
| Johan Söderqvist  | Deixa'm entrar                                |

### Millor pel·lícula europea d'animació
| Títol                          | Director(s)                  | País                                       |
| ------------------------------ | ---------------------------- | ------------------------------------------ |
| Mia et le Migou                | Jacques-Rémy Girerd          | França / Itàlia                            |
| Nico, el ren que somiava volar | Michael Hegner Kari Juusonen | Finlàndia / Alemanya / Dinamarca / Irlanda |
| El secret de Kells             | Tomm Moore Nora Twomey       | França / Bèlgica / Irlanda                 |

### Millor documental - Prix arte
| Títol                                         | Director(s)                | País                                        |
| --------------------------------------------- | -------------------------- | ------------------------------------------- |
| Das summen der insekten - Bericht einer mumie | Peter Liechti              | Suïssa                                      |
| Ako sa varia dejiny                           | Péter Kerekes              | Eslovàquia / Txèquia / Àustria / Finlàndia  |
| Below Sea Level                               | Gianfranco Rosi            | Itàlia / Estats Units                       |
| Burma VJ: Reporter i et lukket land           | Anders Østergaard          | Dinamarca                                   |
| Les damnes de la mer                          | Jawad Rhalib               | Bèlgica                                     |
| Hashmatsa                                     | Yoav Shamir                | Dinamarca / Àustria / Israel / Estats Units |
| Die frau mit den 5 elefanten                  | Vadim Jendreyko            | Suïssa / Alemanya                           |
| Das Herz von Jenin                            | Lior Geller Marcus Vetter  | Alemanya                                    |
| Pianomania                                    | Robert Cibis Lilian Franck | Alemanya / Àustria                          |
| Les plages d'Agnès                            | Agnès Varda                | França                                      |

### Millor curtmetratge
Els nominats al millor curtmetratge foren seleccionats per un jurat independent a diversos festivals de cinema d'arreu d'Europa.
| Títol                                       | Director(s)        | País                        | Festival                  |
| ------------------------------------------- | ------------------ | --------------------------- | ------------------------- |
| Poste Restante                              | Marcel Łoziński    | Polònia                     | Festival de Cracòvia      |
| Zwemles                                     | Danny de Vent      | Bèlgica                     | Festival de Gant          |
| 14                                          | Asitha Ameresekere | Regne Unit                  | Festival de Cork          |
| Lägg M för mord                             | Magnus Holmgren    | Suècia                      | Seminci                   |
| Was Bleibt                                  | David Nawrath      | Alemanya                    | Festival de Angers        |
| Die Leiden des herren karpf. Der geburtstag | Lola Randl         | Alemanya                    | Festival de Berlín        |
| Szklana Pulapka                             | Paweł Ferdek       | Polònia                     | Festival de Tampere       |
| Between Dreams                              | Iris Olsson        | França / Rússia / Finlàndia | Festival de Grimstad      |
| Peter in Radioland                          | Johanna Wagner     | Regne Unit                  | Festival d'Edimburg       |
| Renovare                                    | Paul Negoescu      | Alemanya / Romania          | Festival de Vila do Conde |
| The Herd                                    | Ken Wardrop        | Irlanda                     | Festival de Sarajevo      |
| Sinner                                      | Meni Philip        | Israel                      | Mostra de Venècia         |
| Bonne Nuit                                  | Valéry Rosier      | Bèlgica / França            | Festival de Drama         |

### Premi d'excel·lència
| Persona                                                                  | Activitat      | Pel·lícula                                    |
| ------------------------------------------------------------------------ | -------------- | --------------------------------------------- |
| Brigitte Taillandier · Francis Wargnier · Jean-Paul Hurier · Marc Doisne | tècnics de so  | Un profeta                                    |
| Francesca Calvelli                                                       | muntadora      | Vèncer                                        |
| Catherine Leterrier                                                      | vestuari       | Coco, de la rebel·lia a la llegenda de Chanel |
| Waldemar Pokromski                                                       | caracterizador | RAF: Facció de l'Exèrcit Roig                 |

### Premis del Públic
Els guanyadors del Premi del Públic van ser escollits per votació en línia.
| Pel·lícula                                    | Director           | País                        |
| --------------------------------------------- | ------------------ | --------------------------- |
| Slumdog Millionaire                           | Danny Boyle        | Regne Unit                  |
| RAF: Facció de l'Exèrcit Roig                 | Uli Edel           | Alemanya / França / Txèquia |
| Los abrazos rotos                             | Pedro Almodóvar    | Espanya                     |
| Coco, de la rebel·lia a la llegenda de Chanel | Anne Fontaine      | França / Bèlgica            |
| La duquessa                                   | Saul Dibb          | Regne Unit                  |
| Porta'm a la lluna                            | Ben Stassen        | Bèlgica / Estats Units      |
| Els homes que no estimaven les dones          | Niels Arden Oplev  | Suècia                      |
| Deixa'm entrar                                | Tomas Alfredson    | Suècia                      |
| Pranzo di ferragosto                          | Gianni di Gregorio | Itàlia                      |
| Transporter 3                                 | Olivier Megaton    | França / Regne Unit         |

### Premi Eurimages
- Diana Elbaum
- Jani Thiltges

### Premi FIPRESCI
- Tatarak d' Andrzej Wajda

### Premi del mèrit europeu al Cinema Mundial
- Isabelle Huppert

### Premi a la carrera
- Ken Loach

## Galeria

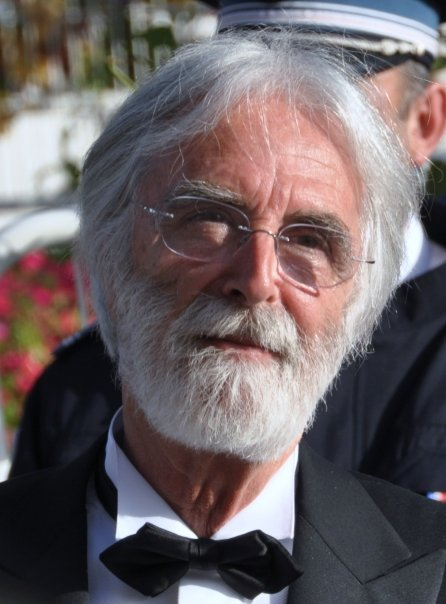
Michael Haneke, millor pel·lícula, director i guió
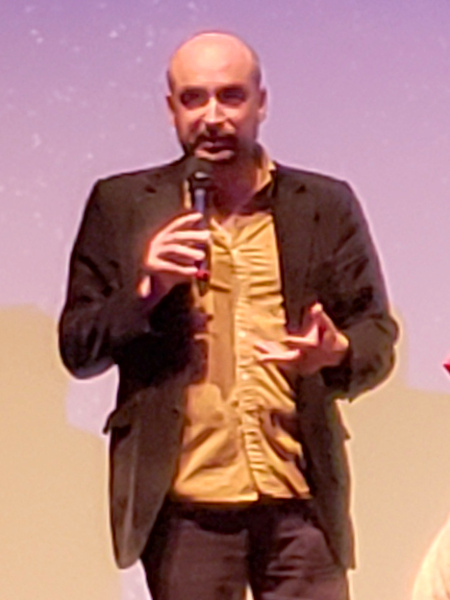
Peter Strickland, premi Fassbinder
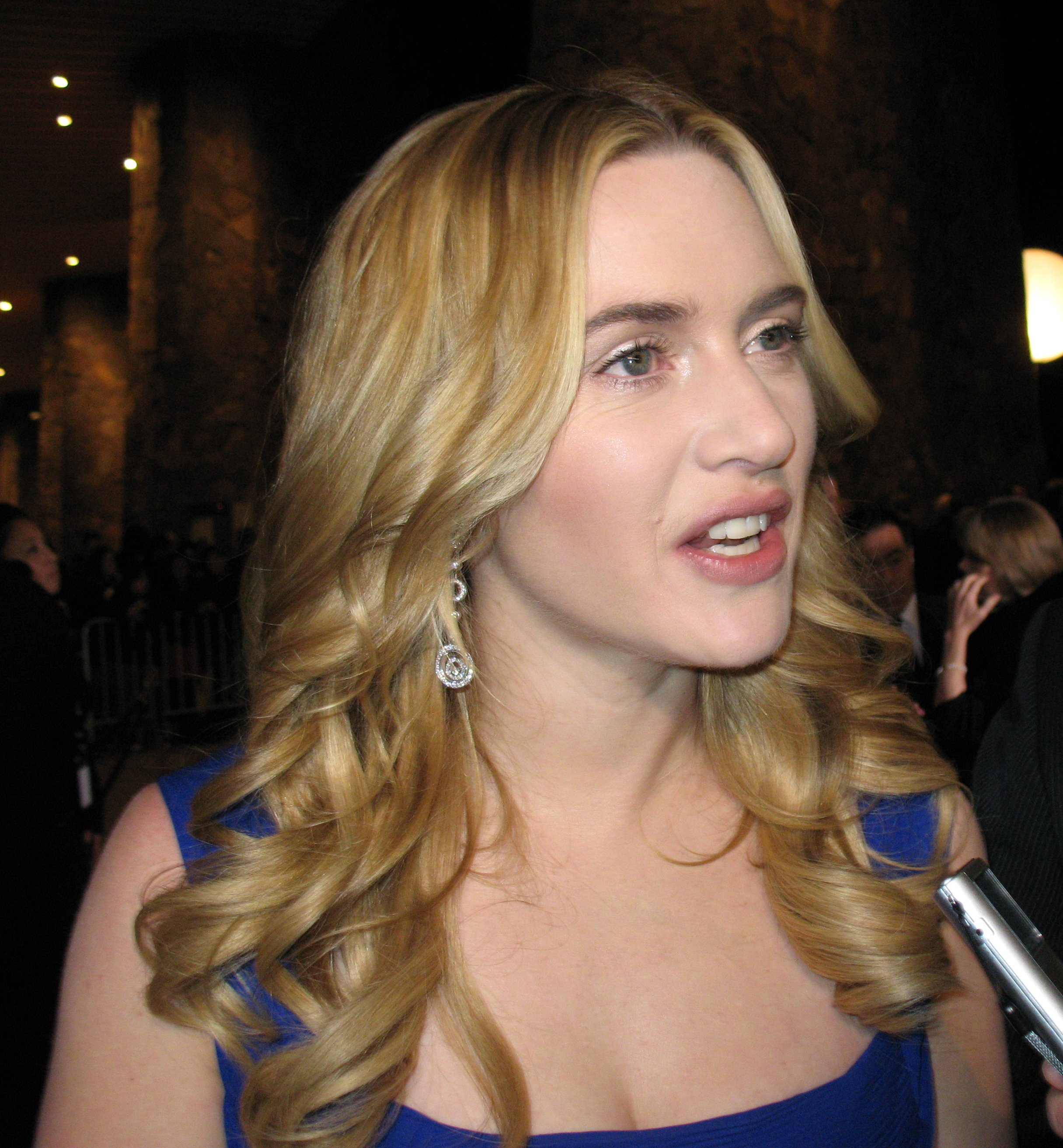
Kate Winslet, millor actriu
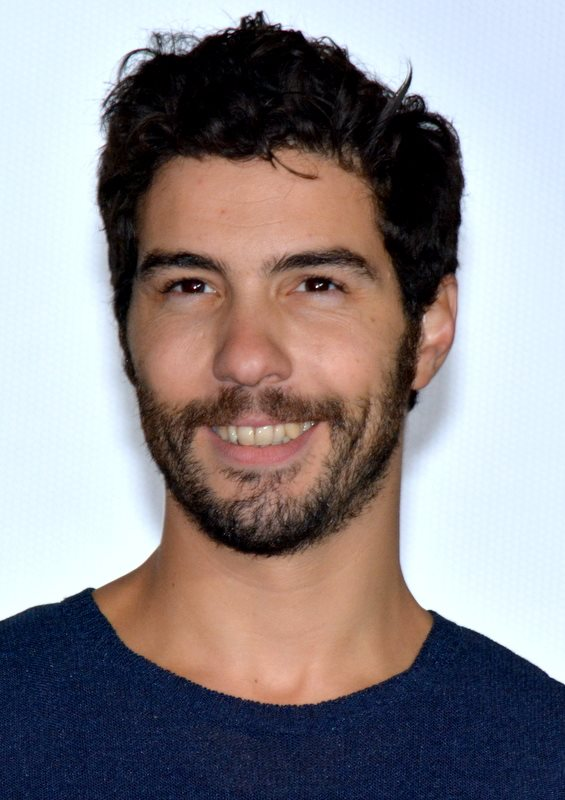
Tahar Rahim, millor actor
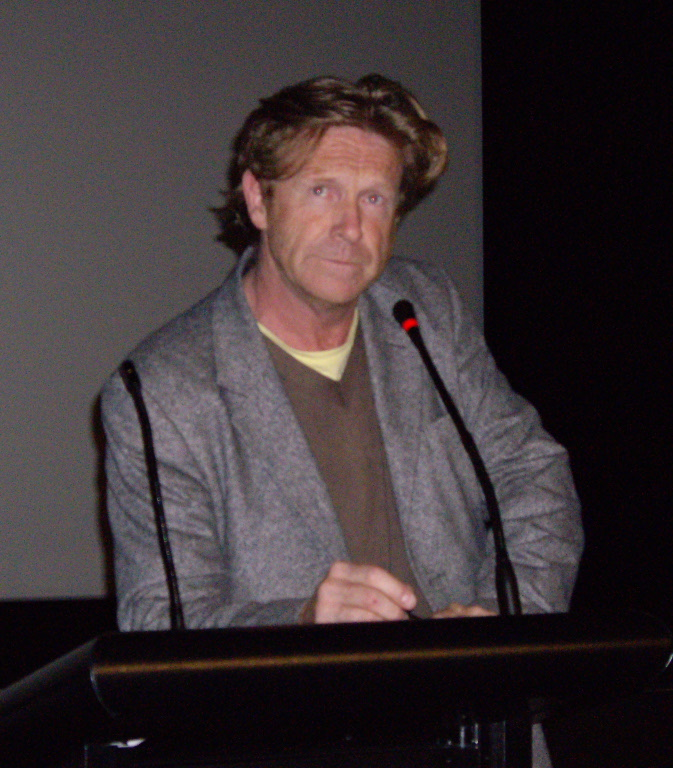
Anthony Dod Mantle, millor fotografia
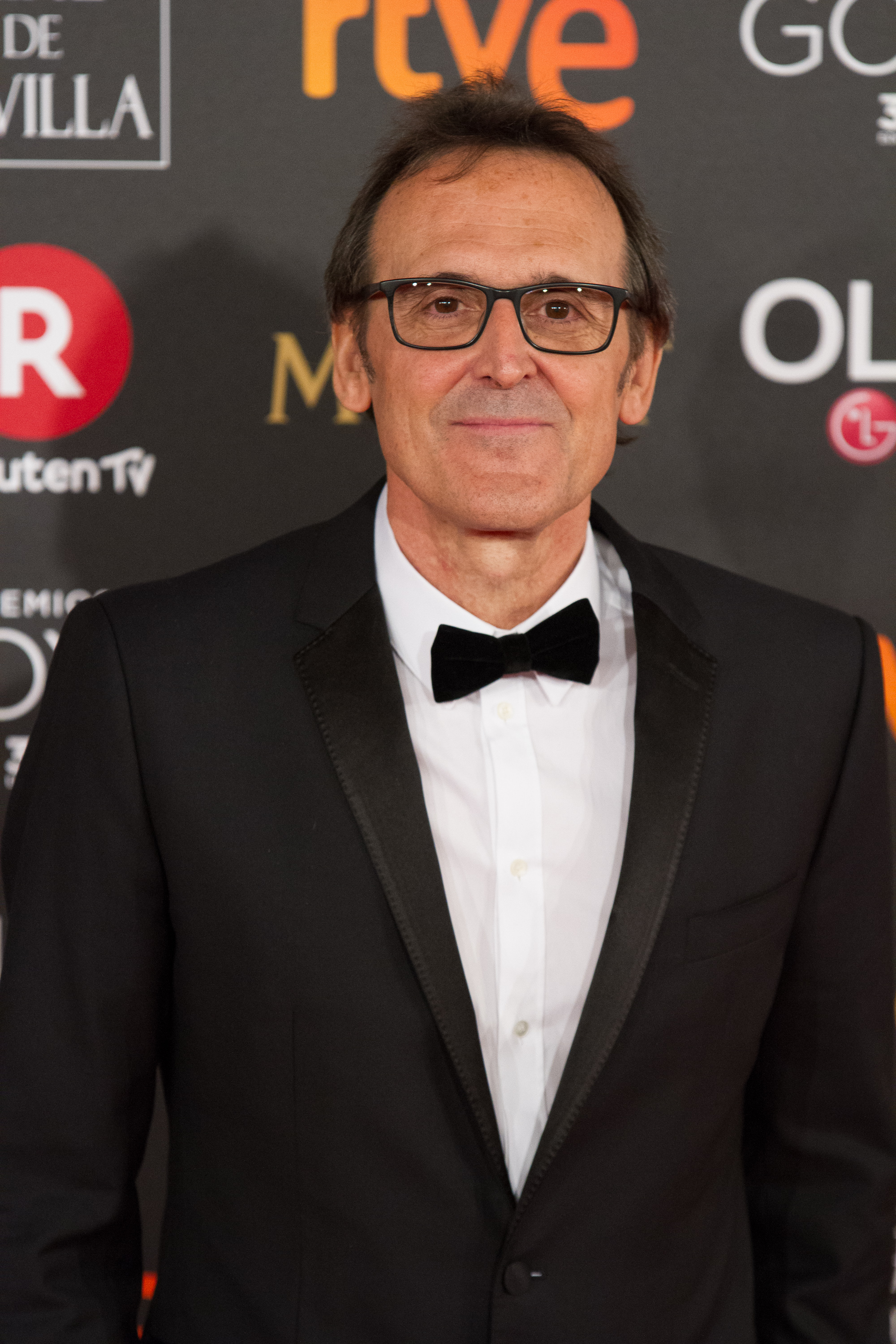
Alberto Iglesias, millor compositor
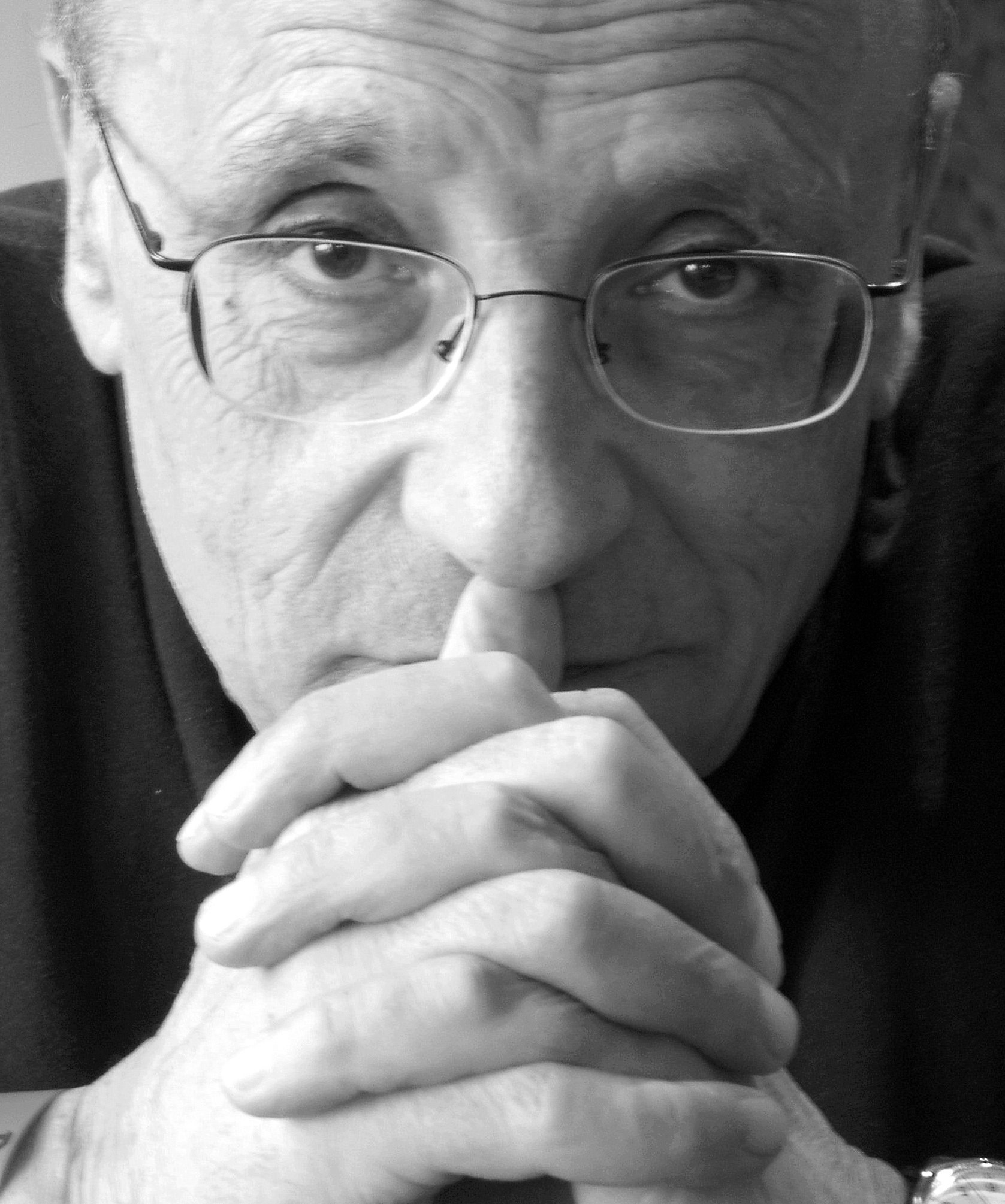
Marcel Łoziński, millor curtmetratge
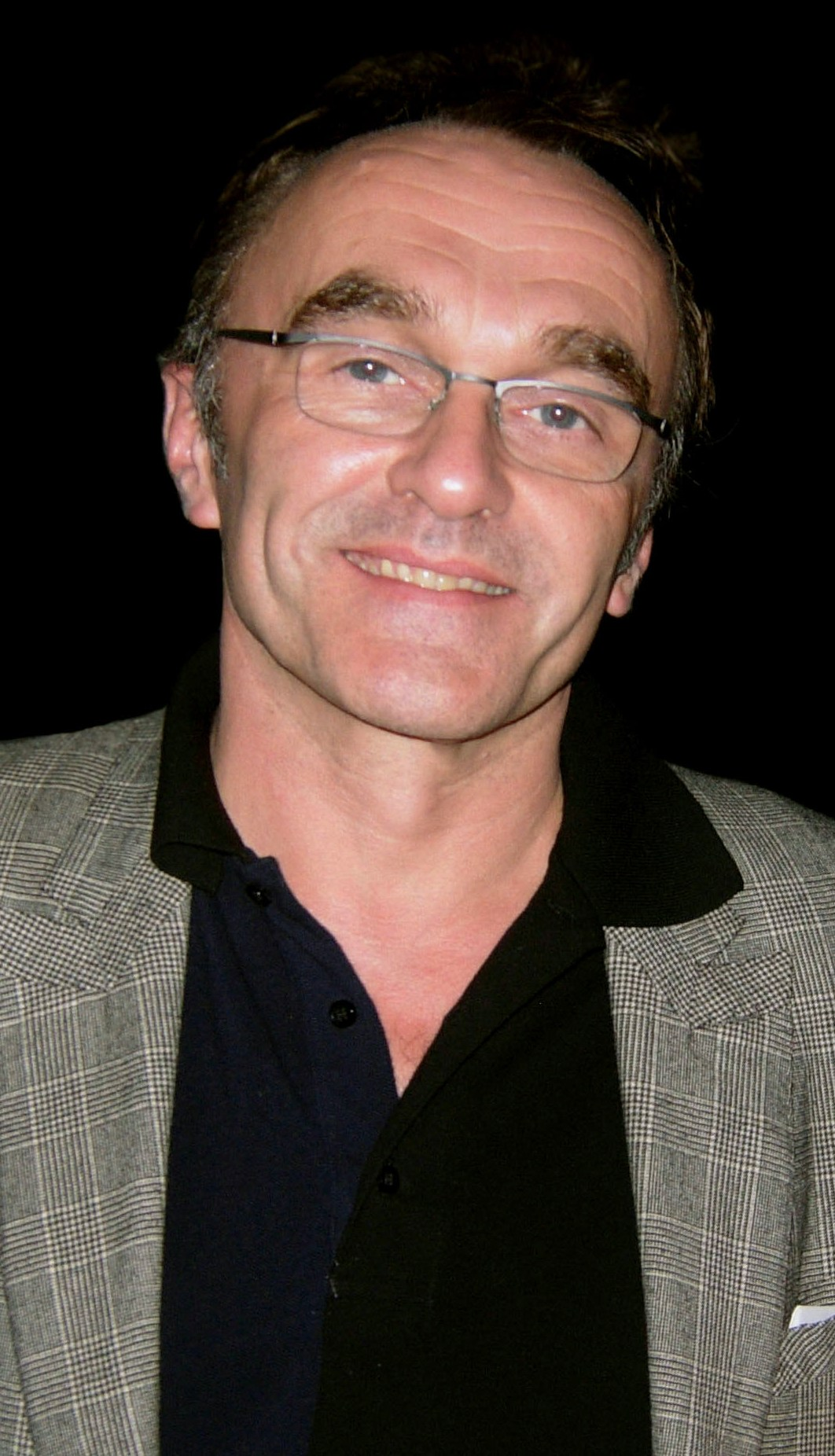
Danny Boyle, premi del públic
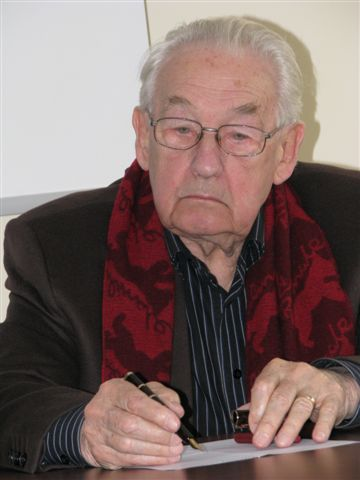
Andrzej Wajda, premi Fipresci
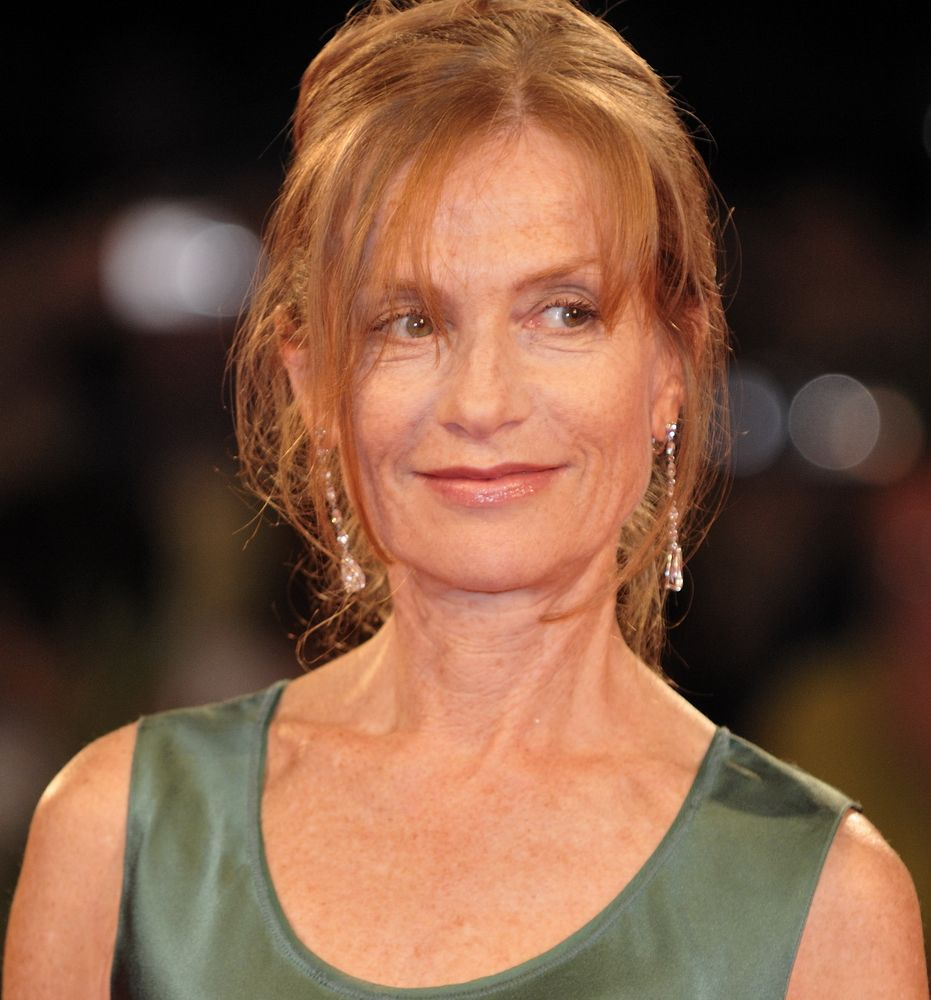
Isabelle Huppert, premi al mèrit
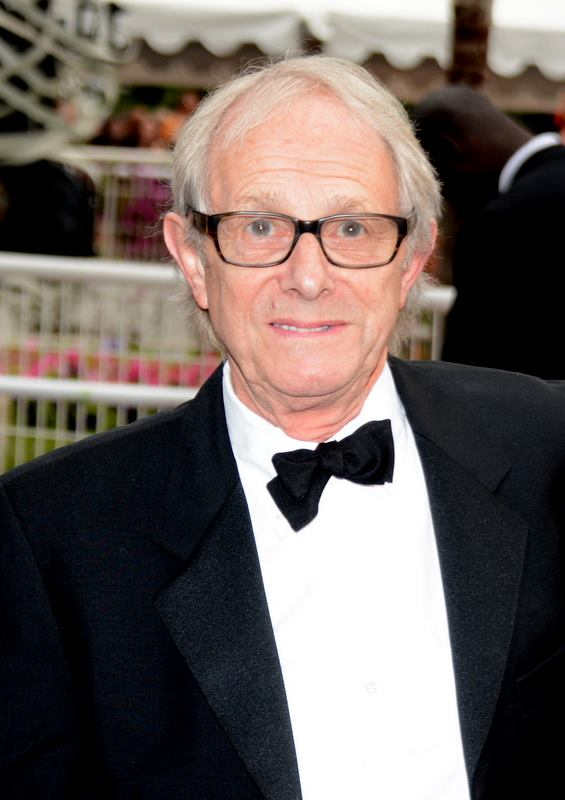
Ken Loach, premi a la trajectòria